# Kaciaryna Szlupska
Kaciaryna Szlupska (biał. Кацярына Шлюпская; ros. Екатерина Шлюпская; ur. 16 kwietnia 1990 w Połocku) – białoruska wioślarka.

## Osiągnięcia
- Mistrzostwa Świata – Poznań 2009 – dwójka podwójna – 12. miejsce[1].
- Mistrzostwa Europy – Brześć 2009 – czwórka podwójna – 4. miejsce[1].